# Terra senza pane
Terra senza pane (Las Hurdes) è un documentario del 1932 diretto da Luis Buñuel.
Si tratta dell'unico documentario nella filmografia del regista spagnolo.

## Trama
Il film è ambientato a Las Hurdes, una regione contadina poverissima della Spagna, formata da una serie di villaggi al confine col Portogallo e non lontana da Madrid. Mostra le disagiate condizioni della popolazione autoctona che contrastano con la vistosa ricchezza dell'unica chiesa presente. Buñuel denuncia l'arretratezza di una regione priva di strade ed elettricità e la preoccupante diffusione di malattie come il gozzo e la malaria.

## Produzione
Las Hurdes in origine era muto, venne sonorizzato solamente nel 1937. La musica di commento (la sinfonia n.4 di Brahms) ha un elevato livello di sublimità, che si contrappone ad una voce dello speaker fredda e distaccata: quest'ultima accompagna lo spettatore alla progressiva scoperta dell'estrema povertà della popolazione. La dissenteria è la triste prova delle precarie condizioni igieniche della regione. Buñuel realizza questo suo cortometraggio «grazie al finanziamento di 20.000 pesetas di un operaio anarchico che aveva vinto alla lotteria» ,  Ramón Acín.

## Accoglienza
Il documentario è una testimonianza autentica, anche se influenzata da un certo sentimento antireligioso. Non gradito alla giovane Repubblica spagnola, che lo censurò immediatamente, venne poi messo per breve tempo in circolazione dalla Repubblica stessa all'inizio della guerra civile come strumento di propaganda contro Franco.